# Yûreka
Yûreka (Engels: Eureka) is een Japanse dramafilm uit 2000, geregisseerd en geschreven door Shinji Aoyama. 

## Verhaal
De film vertelt het verhaal van de blijvende gevolgen van een gewelddadige ervaring op drie mensen, een tienerbroer en -zus, Naoki en Kozue Tamura en een buschauffeur, Makoto Sawai. Zij waren de enige drie overlevenden na een gewelddadige buskaping op het Japanse eiland Kyushu.

## Rolverdeling
| Acteur            | Personage       |
| ----------------- | --------------- |
| Koji Yakusho      | Makoto Sawai    |
| Aoi Miyazaki      | Kozue Tamura    |
| Masaru Miyazaki   | Naoki Tamura    |
| Yoichiro Saito    | Akihiko         |
| Sayuri Kokusho    | Yumiko          |
| Ken Mitsuishi     | Shigeo          |
| Go Riju           | Busjack Man     |
| Yutaka Matsushige | Matsuoka        |
| Sansei Shiomi     | Yoshiyuki Sawai |
| Kimie Shingyoji   | moeder          |
| Eihi Shiina       | Keiko Kono      |
| Machiko Ono       | Mikiko Sawai    |
| Denden            | Yoshida         |

## Release
Yûreka ging op 18 mei 2000 in première in de officiële competitie van het Filmfestival van Cannes en won de FIPRESCI-prijs en de Prix du Jury Œcuménique.

## Prijzen en nominaties
De belangrijkste:
| Jaar | Prijs                   | Categorie               | Genomineerde(n) | Uitslag     |
| ---- | ----------------------- | ----------------------- | --------------- | ----------- |
| 2000 | Filmfestival van Cannes | Gouden Palm             | Shinji Aoyama   | Genomineerd |
| 2000 | Filmfestival van Cannes | FIPRESCI-prijs          | Shinji Aoyama   | Gewonnen    |
| 2000 | Filmfestival van Cannes | Prix du Jury Œcuménique | Shinji Aoyama   | Gewonnen    |